# عيسى الترك
عيسى الترك (4 يناير 1960 عمان الأردن - ) هو لاعب كرة قدم أردني يلعب كلاعب وسط.